# Cá mập báo
Cá mập báo, còn gọi là cá mập hoa, cá mập hổ, cá nhám hổ tên khoa học Galeocerdo cuvier, là loài cá mập duy nhất thuộc chi Cá mập chồn (Galeocerdo), họ Cá mập mắt trắng (Carcharhinidae).
Cá mập báo lớn có kích thước trung bình 3,25 m
 và cân nặng từ 385 đến 909 kg. Loài cá này sống ở nhiều khu vực đại dương nhiệt đới và ôn đới khắp thế giới, đặc biệt là xung quanh các hòn đảo trung Thái Bình Dương. Loài cá này chuyên săn mồi vào ban đêm. Chúng có sọc vằn như hổ báo và sẽ phai đi khi chúng trưởng thành.
Loài cá mập báo là một loài săn mồi nguy hiểm, chúng ăn nhiều loại thức ăn khác nhau. Chúng ăn cá, hải cẩu, chim, cá mập nhỏ hơn, mực và rùa biển.
Đôi khi người ta thấy trong đường tiêu hóa của chúng rác thải của con người như biển số xe hoặc những miếng vỏ xe cũ. Loài này nổi tiếng nguy hiểm vì hay tấn công những người đi bơi, thợ lặn và những người lướt ván ở Hawaii; và chúng thường được gọi là "tai họa của những người lướt ván tại Hawaii" và "thùng rác của biển cả".
Loài cá mập báo là loài xếp thứ hai sau loài cá mập trâu mắt trắng về số vụ cá mập tấn công con người  và được coi, cùng với cá nhám trắng lớn, cá mập mắt trắng, và cá nhám đầu vây trắng đại dương là những loài cá nhám nguy hiểm nhất đối với con người. Đây là loài cá sụn lớn thứ tư sau cá nhám voi, cá nhám phơi nắng, cá nạng hải,cá mập trắng lớn.

## Phân loại
Loài cá mập này được mô tả đầu tiên bởi Peron và Lessueur vào năm 1882, và được đặt tên là Squalus cuvier. Tên chi, Galeocerdo, có nguồn gốc từ tiếng Hy Lạp galeos, nghĩa là cá mập, và tiếng Latin cerdus, nghĩa là lông cứng của lợn. Nó thường được gọi thông tục là cá mập ăn thịt người.
Cá mập báo là một thành viên của bộ Cá mập mắt trắng (Carcharhiniformes), bộ cá mập phong phú nhất với hơn 270 loài bao gồm cả cá mập mèo và cá nhám búa. Thành viên của bộ này đặc trưng bởi sự hiện diện của một màng nháy, hai vây lưng, một vây hậu môn, và năm khe mang. Nó là thành viên lớn nhất của họ Carcharhinidae. Họ này bao gồm cá mập kích cỡ trung bình đến lớn và bao gồm một số loài cá mập nổi tiếng khác, chẳng hạn như cá mập xanh (Prionace glauca), cá mập chanh (Negaprion brevirostris) và cá mập trâu mắt trắng (Carcharhinus leucas).

## Sinh sản
Con đực thành thục ở 2,3 đến 2,9 m (7,5 đến 9,5 ft) và con cái ở 2,5 đến 3,5 m (8,2 đến 11,5 ft). Con cái giao phối mỗi 3 năm một lần. Chúng sinh sản bằng cách thụ tinh trong. Con đực chèn một trong những thùy bám (clasper) vào lỗ sinh dục của con cái (lỗ huyệt), hoạt động như một đường dẫn tinh trùng. Con đực sử dụng răng của nó để giữ con cái trong suốt quá trình, thường gây ra sự khó chịu đáng kể cho con cái. Giao phối ở Bắc bán cầu thường diễn ra giữa tháng ba và tháng năm, với đẻ con giữa tháng Tư và tháng 6 năm sau. Ở Nam bán cầu, giao phối diễn ra vào tháng mười, tháng mười hai, hoặc đầu tháng giêng. Cá mập hổ là loài duy nhất trong họ của nó noãn thai sinh, trứng nỡ trong tử cung và sinh ra trực tiếp khi phát triển đầy đủ.
Con non sinh ra bên trong cơ thể của con mẹ cho đến tháng 16. Lứa khoảng 10-80 con non. Con mới sinh thông thường dài từ 51 xentimét (20 in) tới 76 xentimét (30 in). Loài cá mập này thông thường đạt thành thục giới tính ở chiều dài 2 đến 3 m (6,6 đến 9,8 ft). Chưa biết cá mập hổ sống được bao lâu, nhưng có thể chúng sống lâu hơn 12 năm.

## Bảo tồn
Cá mập báo bị săn để lấy vây, thịt, và gan. Nhiều quần thể đã suy thoái vì săn bắt quá nhiều, Cá mập báo được xem là loài gần bị đe dọa theo Liên minh Bảo tồn Thiên nhiên Quốc tế.
Trong khi vây cá mập có rất ít dinh dưỡng, gan cá mập có rất nhiều vitamin A được dùng để sản xuất dầu vitamin. Thêm vào đó, nó còn bị câu cá thể thao.
Năm 2010, Greenpeace International cho cá mập báo vào danh sách đỏ hải sản, danh sách này gồm các loài cá được bán phổ biến trên toàn thế giới, nhưng đang bị đe dọa nghiêm trọng.

## Hình ảnh

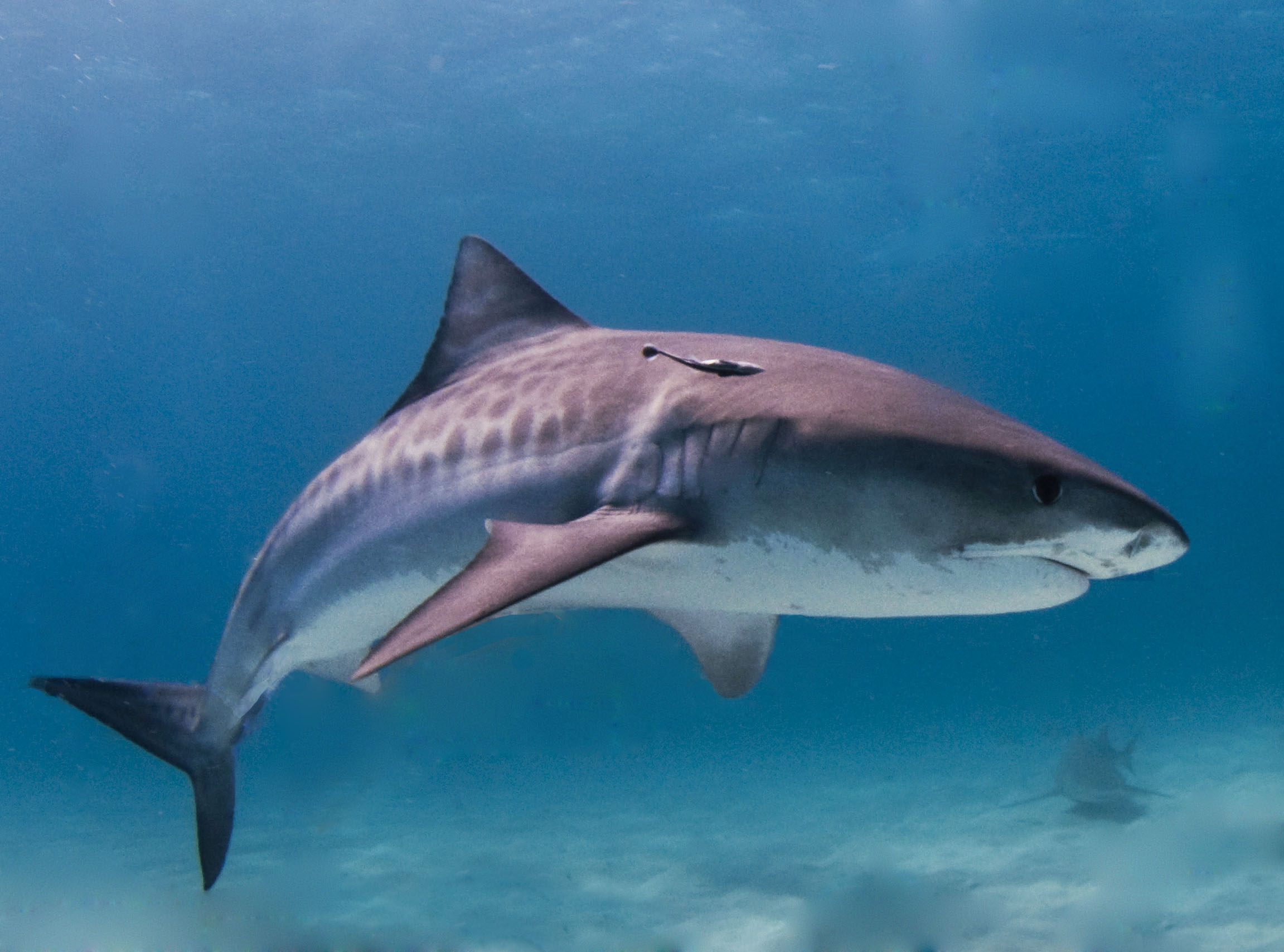
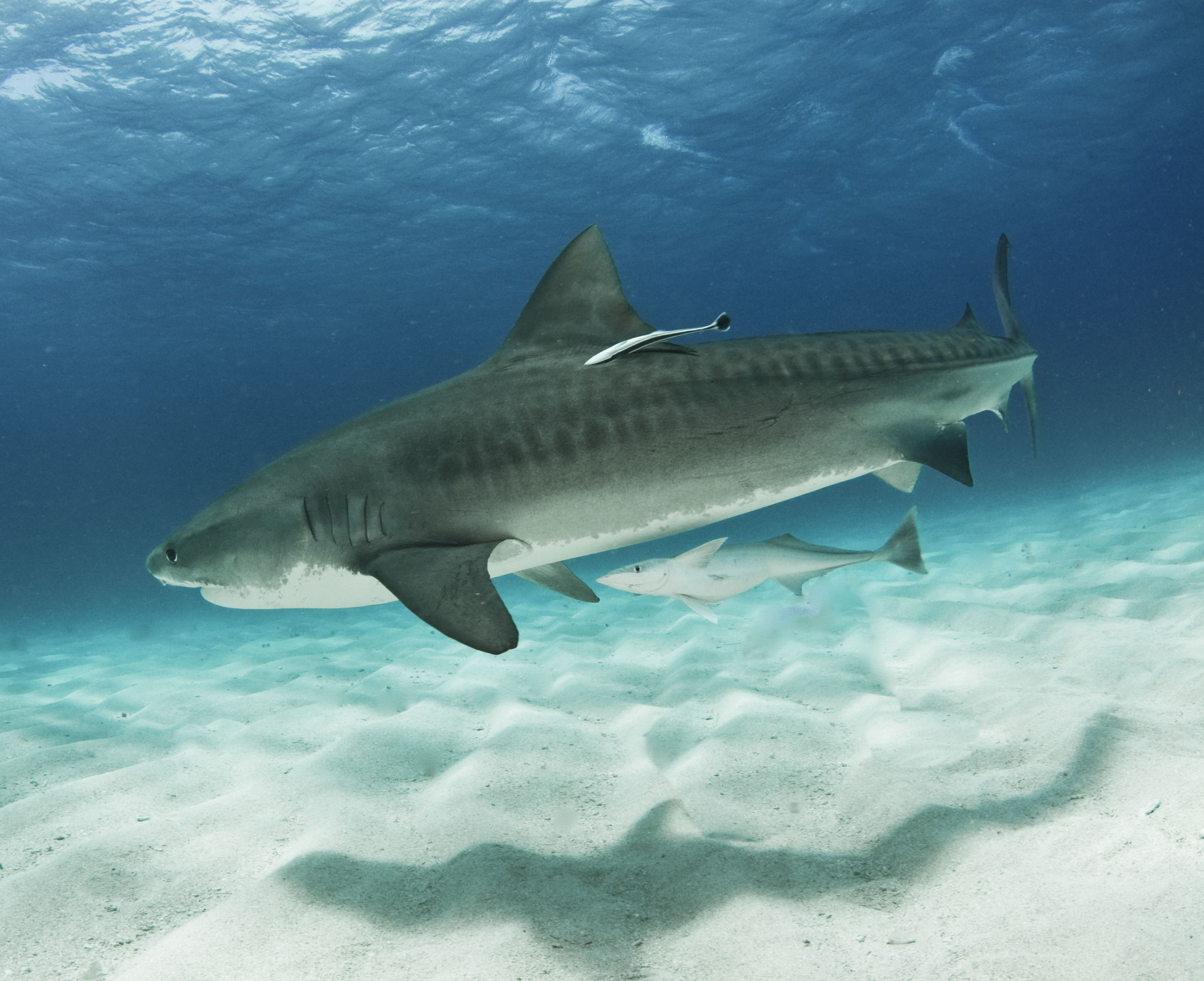
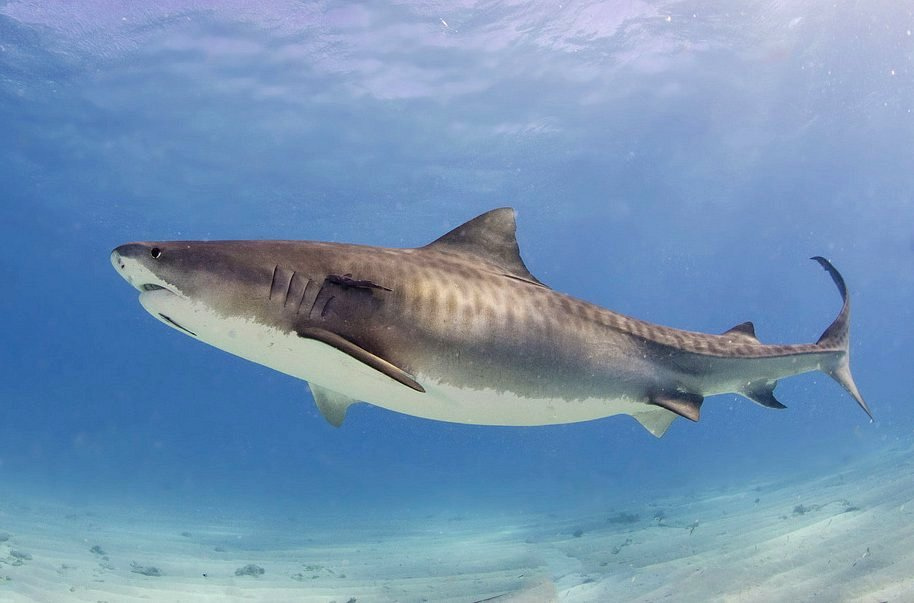